# 1977年のル・マン24時間レース

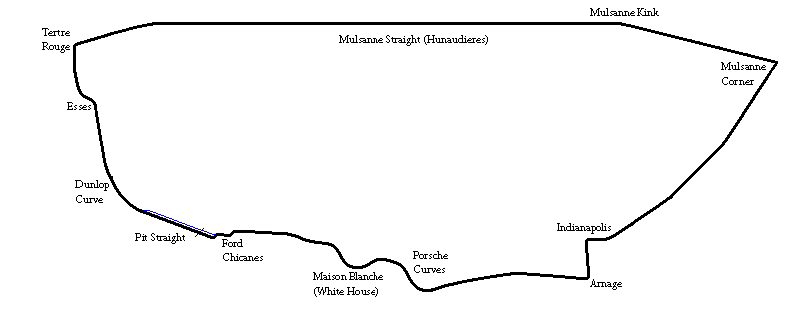
1977年のコース

1977年のル・マン24時間レース（24 Heures du Mans 1977 ）は、45回目のル・マン24時間レースとして、1977年6月11日から6月12日にかけてフランス、ル・マンのサルト・サーキットで行われた。

## 概要
1976年のル・マン24時間レースに優勝したポルシェは、エンジンをツインターボに変更した2台の936/77を主力として参戦した。
ライバルのルノーは、ワークスがアルピーヌルノー・A442を3台、プライベートチームから1台、さらにミラージュにターボエンジンを提供するなど大量に出場した。
12年ぶりにアストンマーティンがディーラーチームにより参戦した。。出力は520から530馬力もあったが車両重量も1,516kgあった。
出走したのは55台。

## 予選
ルノーの3台が1-3位を占めて速さをアピールした。

## 決勝
レースの前半はルノーが先行し、12時間で6周差をつけていたが、夜が明けるとともにトラブルで後退しポルシェに先頭を明け渡した。
アストンマーティンはブレーキディスクの交換に時間がかかった。

## 結果
完走したのは20台。

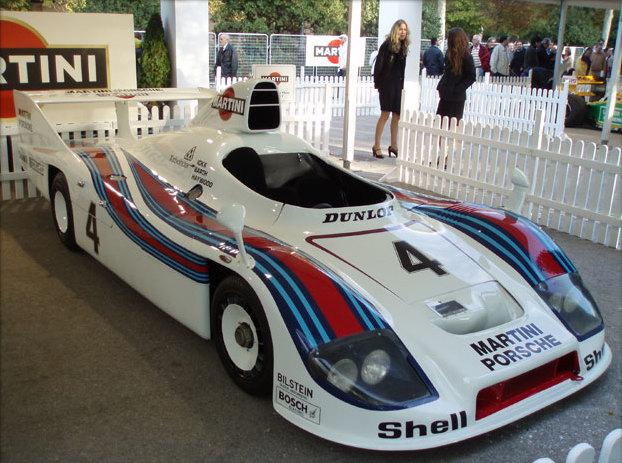
優勝車の936/77、4号車

ユルゲン・バルト/ハーレイ・ヘイウッド/ジャッキー・イクス組のポルシェ・936/77が24時間で4,671.630kmを平均速度194.651km/hで走って優勝した。
アストンマーティンの83号車は予備車両を緊急に使用した割には健闘し、24時間に3,546.400kmを平均速度147.766km/hで走り、距離部門17位、GTPクラス3位となった。
| 順位 | クラス | 号車 | チーム                                                | ドライバー                                                                                        | シャシ                      | エンジン                                     | 周回数 |
| ---- | ------ | ---- | ----------------------------------------------------- | ------------------------------------------------------------------------------------------------- | --------------------------- | -------------------------------------------- | ------ |
| 1    | S +2.0 | 4    | マルティーニ・レーシング・ポルシェ・システム          | - ユルゲン・バルト - ハーレイ・ヘイウッド - ジャッキー・イクス                                    | ポルシェ・936/77            | ポルシェ・935型2,142cc水平対向6気筒ターボ    | 342    |
| 2    | S +2.0 | 10   | - グランド・ツーリングカー・Inc. - ミラージュ・ルノー | - ヴァーン・シュパン - ジャン＝ピエール・ジャリエ                                                 | ミラージュ・GR8             | ルノー・1,997ccV型6気筒ターボ                | 331    |
| 3    | Gr.5   | 40   | JMSレーシング / ASA Cachia                            | - クロード・バロー＝レナ - ピーター・グレッグ                                                     | ポルシェ・935               | ポルシェ・935型2,857cc水平対向6気筒ターボ    | 315    |
| 4    | GTP    | 88   | イナルテラ                                            | - ジャン・ラニョッティ - ジャン・ロンドー                                                         | イナルテラ・LM77            | フォード・コスワースDFV型2,993ccV型8気筒     | 315    |
| 5    | S +2.0 | 5    | アラン・ド・キャドネ                                  | - アラン・ド・キャドネ - クリス・クラフト                                                         | ド・キャドネ・ローラLM      | フォード・コスワースDFV型2,993ccV型8気筒     | 315    |
| 6    | S 2.0  | 20   | Racing Organisation Course (ROC)                      | - ミシェル・ピニャール - アルベール・デュフレーヌ - ジャック・アンリ                              | シェブロン・B36             | ROC-クライスラー・2.0リットル直列4気筒       | 303    |
| 7    | GT     | 58   | ポルシェ・クレマー・レーシング                        | - ボブ・ウォレク - Jean-Pierre Wielemans - フィリップ・ガルジャン                                 | ポルシェ・934               | ポルシェ・930/71型2,994cc水平対向6気筒ターボ | 298    |
| 8    | IMSA   | 71   | ルイジ・レーシング                                    | - ジャン・ケンセヴァル - ピエール・デュドネ - スパルタコ・ディーニ                                | BMW・3.0CSL                 | BMW・M30B32型3,210cc直列6気筒                | 291    |
| 9    | IMSA   | 50   | エルヴェ・プーラン                                    | - エルヴェ・プーラン - マルセル・ミジョー                                                         | BMW・320i                   | BMW・1,990cc直列4気筒                        | 287    |
| 10   | IMSA   | 61   | クリスチャン・ゴッティプィフレ                        | - クリスチャン・ゴッティプィフレ - フィリップ・マルブラン - アラン・ルルー                        | ポルシェ・911カレラRS       | ポルシェ・2,994cc水平対向6気筒               | 281    |
| 11   | S +2.0 | 2    | イナルテラ                                            | - レラ・ロンバルディ - クリスティーヌ・ベッカース                                                 | イナルテラ・LM77            | フォード・コスワースDFV型2,993ccV型8気筒     | 279    |
| 12   | IMSA   | 70   | JMSレーシング / ASA Cachia                            | - Simon De Lautour - ジャン＝ピエール・デラネイ - ジャック・グエリン                              | ポルシェ・911カレラRSR      | ポルシェ・911/75型2,994cc水平対向6気筒       | 275    |
| 13   | S +2.0 | 1    | イナルテラ                                            | - ジャン＝ピエール・ベルトワーズ - アル・ホルバート                                               | イナルテラ・LM77            | フォード・コスワースDFV型2,993ccV型8気筒     | 275    |
| 14   | IMSA   | 79   | ラヴェネル・フレール                                  | - ジャン＝ルイ・ラヴェネル - ジャン・ラヴェネル - ジャン＝マリー・デトラン                        | ポルシェ・911カレラRS       | ポルシェ・3.0リットル水平対向6気筒           | 274    |
| 15   | GTP    | 86   | WM A.E.R.E.M.                                         | - マルセル・ママース - ジャン＝ダニエル・ローレ - グザヴィエ・マティオ                            | WM・P76                     | プジョー・PRV型2.7リットルV型6気筒           | 274    |
| 16   | IMSA   | 75   | ノースアメリカン・レーシングチーム（NART）            | - フランソワ・ミゴール - ルシアン・ギットニー                                                     | フェラーリ・365GT4BB        | フェラーリ・4,390cc180度V型12気筒            | 268    |
| 17   | GTP    | 83   | SAS ロビン・ハミルトン                                | - ロビン・ハミルトン - デビッド・プリース - マイク・サルモン                                      | アストン・マーティンDBS・V8 | アストンマーティン・5,340ccV型8気筒          | 260    |
| 18   | Gr.5   | 47   | アンネ＝シャルロット・ヴェルネイ / BP                 | - アンネ＝シャルロット・ヴェルネイ - ルネ・メッジ - ダニー・スノベック - ヒューベルト・ストレビグ | ポルシェ・911カレラRSR      | ポルシェ・911/75型2,994cc水平対向6気筒       | 254    |
| 19   | GT     | 56   | JMSレーシング / ASA Cachia                            | - ジャン＝ルイ・ブースケ - Cyril Grandet - フィリップ・ダゴリュー                                 | ポルシェ・934               | ポルシェ・930/71型2,994cc水平対向6気筒ターボ | 253    |
| 20   | IMSA   | 77   | / ウィンズ・インターナショナル                        | - Dennis Aase - ロバート・キルビー - ジョン・ホチキス                                             | ポルシェ・911カレラRSR      | ポルシェ・911/75型2,994cc水平対向6気筒       | 246    |